# Tetragonale Anisotropie

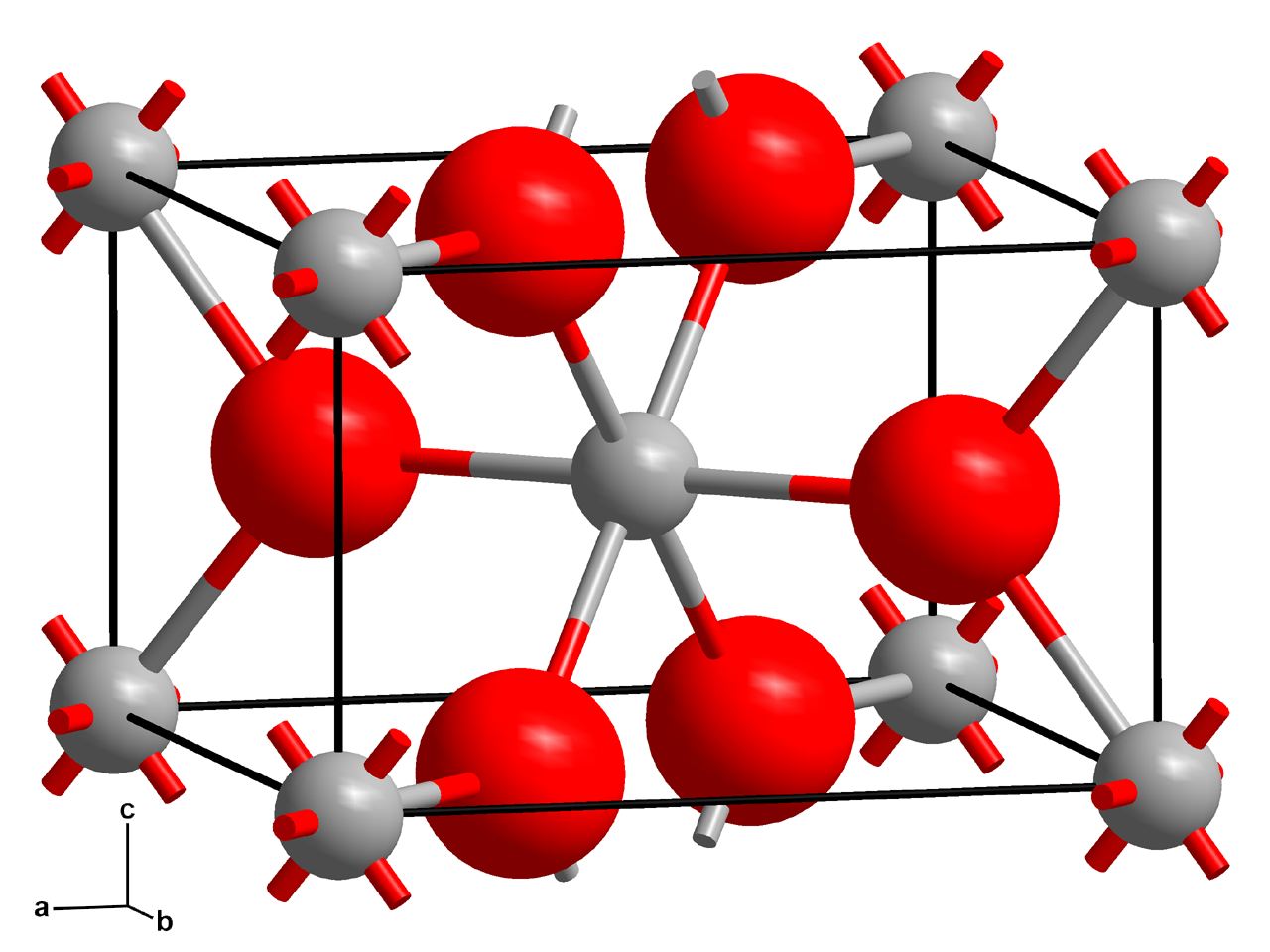
Kristallstruktur des tetragonal anisotropen Rutils

Die tetragonale Anisotropie (von altgriechisch τετρα tetra „vier“, und γωνία gōnía „Winkel“), gehörend zum gleichnamigen Kristallsystem, ist eine spezielle Art der Richtungsabhängigkeit eines Werkstoffs/Materials.
Tetragonal anisotrope Materialien gibt es in zwei Varianten,
1. mit einer vierzähligen Drehachse (gR1) und
2. mit einer vierzähligen Drehinversionsachse (gR2)

Der zweite Typ ist materialtheoretisch ein Spezialfall des ersten. Tetragonal anisotrope Materialien besitzen folgende Materialeigenschaften:
- Das Kraft-Verformungs-Verhalten ändert sich nicht, wenn das Material um 90 Grad auf der Grundebene gedreht wird, die im Bild von a und b erzeugt wird.
- In Ebenen, die die zur Grundebene senkrechte Seite enthalten (c im Bild), gibt es keine Zug-Scher-Kopplung, d. h., bei einer Scherung treten keine Normaldehnungen auf.
- In der ersten Variante gibt es eine Zug-Scher-Kopplung in der Grundebene: Zug in a- oder b-Richtung führt zu einer Scherung in der Grundebene.

Die tetragonale Anisotropie hat infolgedessen zwei Symmetriegruppen gR1 und gR2. Ein tetragonal anisotropes linear elastisches Material der ersten Variante besitzt maximal sieben, das der zweiten maximal sechs Materialparameter.
Ein Material ist isotrop, wenn es richtungsunabhängig dasselbe Kraft-Verformungs-Verhalten hat. Bei anisotropen Materialien ist das Kraft-Verformungs-Verhalten von der Belastungsrichtung abhängig. Die tetragonale Anisotropie ist ein Spezialfall der monoklinen Anisotropie und enthält seinerseits die Transversale Isotropie als Besonderheit.:381f
Tetragonal Anisotrop sind unter anderem
- das technisch bedeutsame martensitische Eisengefüge, das bei Umwandlungshärtung entsteht (Dualphasenstahl, TRIP-Stahl),
- Kristalle des tetragonalen Kristallsystems, speziell
- eine Form von Wassereis (Eis VI), das unter hohem Druck existieren kann.

## Symmetriegruppen
Die Richtungsabhängigkeit eines Materials zeichnet sich dadurch aus, dass das Kraft-Verformungs-Verhalten unabhängig (invariant) ist gegenüber nur bestimmten Drehungen des Materials. Diese Drehungen bilden zusammen mit der Punktspiegelung die Symmetriegruppe des Materials.:381
Das tetragonale Material besitzt eine Symmetrieebene, in der 90-Grad-Drehungen keinen Einfluss auf das Materialverhalten haben. Diese Ebene wird üblicherweise durch die ersten beiden Basisvektoren ê1,2 eines Orthonormalsystems aufgespannt; die 3-Richtung ê3, um die mit 90° gedreht wird, ist dazu senkrecht. Die Vektoren ê1,2,3 werden im Folgenden Strukturvektoren genannt, weil sie die Struktur des Materials beschreiben.
Die Invarianz gegenüber der Drehung um die 3-Achse veranschaulichen zwei Experimente an einem Teilchen: Im ersten Experiment bringt man am Teilchen eine bestimmte Kraft auf und misst die resultierende Verformung. Im zweiten Experiment dreht man das Material um 90 Grad um die 3-Achse. Dann bringt man dieselbe Kraft auf wie im ersten Experiment und misst erneut die Verformung. Bei tetragonal anisotropem Material wird man im zweiten Experiment dieselbe Verformung messen wie im ersten. Und zwar auch bei nicht-linear elastischem Materialverhalten. In der zweiten Variante kann man das Material auch um 180-Grad um die 1- oder 2-Achse drehen, ohne dass sich das Materialverhalten ändern würde.
Die Abhängigkeit von den Transformationen des Materials erkennt man, wenn man im zweiten Experiment nicht um Vielfache von 90 Grad oder um eine andere Richtung dreht, die aber nicht in der Grundebene liegt. Wenn nicht einer der #Spezialfälle der tetragonalen Anisotropie vorliegt, wird man nun immer eine andere Verformung messen als im ersten Experiment.
Die angesprochenen Transformationen werden in der Kontinuumsmechanik durch orthogonale Tensoren Q repräsentiert. Eine Symmetriegruppe gR besteht aus denjenigen Transformationen, die die Formänderungsenergie w invariant lassen. Mathematisch wird das mit dem Verzerrungstensor E durch
{\displaystyle \mathbf {Q} \in g_{R}\quad \leftrightarrow \quad w(\mathbf {Q\cdot E\cdot Q} ^{\top })=w(\mathbf {E} )} für alle E
ausgedrückt.:379 Darin bedeutet „·“ das Matrizenprodukt und das hochgestellte „⊤“ eine Transponierung. Mit Q gehört auch -Q zur Symmetriegruppe, was durch Hinzufügen des negativen Einheitstensors -1, der eine Punktspiegelung repräsentiert, zu gR berücksichtigt wird. Die Symmetriegruppen des tetragonalen Materials sind:382
- bei vierzähliger Drehachse: {\displaystyle g_{R1}=\left\{-\mathbf {1} ,\mathbf {Q} _{3}^{\frac {\pi }{2}}\right\}} mit Gruppenordnung 8
- bei vierzähliger Drehinversionsachse: {\displaystyle g_{R2}=\left\{-\mathbf {1} ,\mathbf {Q} _{3}^{\frac {\pi }{2}},\mathbf {Q} _{1}^{\pi }\right\}} mit Gruppenordnung 16

Darin steht {\displaystyle \mathbf {Q} _{k}^{\alpha }} für den orthogonalen Tensor, der mit dem Winkel α in Radiant um die k-Achse dreht. Die 180-Grad-Drehung um die 2-Achse ist wegen {\displaystyle \mathbf {Q} _{2}^{\pi }=\mathbf {Q} _{3}^{\frac {\pi }{2}}\cdot \mathbf {Q} _{3}^{\frac {\pi }{2}}\cdot \mathbf {Q} _{1}^{\pi }} in gR2 enthalten.

## Invarianten
In der isotropen Hyperelastizität hängt die Formänderungsenergie von den Hauptinvarianten I1,2,3 des Verzerrungstensors E ab:
w(E)=w(I1, I2, I3)
Die analoge Darstellung der Anisotropie erfordert, dass ein komplettes System von skalarwertigen Funktionen bekannt ist, die unter allen Transformationen in der Symmetriegruppe gR invariant sind.:380 In der tetragonalen Anisotropie sind die folgenden Terme Invarianten::382
| Vierzählige Drehinversionsachse gR2 | Vierzählige Drehinversionsachse gR2 | Vierzählige Drehinversionsachse gR2 |
| ----------------------------------- | ----------------------------------- | ----------------------------------- |
| E11+E22,                            | E33,                                |                                     |
| E132+E232,                          | E11E22,                             | E122,                               |
| E12E23E13,                          | E11E232+E22E132,                    | E132E232                            |

Diese Invarianten sind auch in gR1 invariant, wie die unten stehende Aufstellung zeigt.
| Vierzählige Drehachse gR1 | Vierzählige Drehachse gR1 | Vierzählige Drehachse gR1 | Vierzählige Drehachse gR1 |
| ------------------------- | ------------------------- | ------------------------- | ------------------------- |
| E11+E22,                  | E33,                      |                           |                           |
| E132+E232,                | E11E22,                   | E122,                     | E12(E11-E22),             |
| E12E23E13,                | E11E232+E22E132,          | E12(E132-E232),           | E13E23(E11-E22),          |
| E132E232,                 | E13E23(E232-E132),        |                           |                           |

In gR1 kommen die farbig geschriebenen Invarianten hinzu, und die rot hervorgehobene ist zudem von zweiter Ordnung in den Dehnungen. Deswegen zeigen die Mitglieder der beiden Symmetriegruppen auch in der linearen Elastizität unterschiedliches Verhalten.
In den Auflistungen ist Eij := êi·E·êj für i,j=1,2,3 und ê1,2,3 sind die #Strukturvektoren.

## Spezialfälle der tetragonalen Anisotropie
Die tetragonale Anisotropie mit vierzähliger Drehachse enthält die mit vierzähliger Drehinversionsachse als Spezialfall, die wiederum in die kubische Anisotropie mit Kochsalzstruktur, die transversale Isotropie und Isotropie als Besonderheit besitzt. In der linearen Elastizität entsteht
- tetragonale Anisotropie mit vierzähliger Drehinversionsachse mit C16=0,
- transversale Isotropie in der 12-Ebene mit C16=0 sowie C66=½(C11-C12) und
- kubische Anisotropie mit C16=0, C13=C12, C33=C11 und C66=C44,

worin Cij Koeffizienten der #Steifigkeitsmatrix sind, siehe den folgenden Abschnitt.

## Tetragonal anisotrope lineare Elastizität
Gegeben sind zwei Tensoren zweiter Stufe {\displaystyle {\boldsymbol {\sigma }}} und {\displaystyle {\boldsymbol {\varepsilon }}} mit 3×3-Koeffizienten {\displaystyle \sigma _{ij}} bzw. {\displaystyle \varepsilon _{ij}}. Der allgemeinste lineare Zusammenhang, den es zwischen diesen Koeffizienten gibt, ist:
{\displaystyle f_{C}:\varepsilon _{kl}\rightarrow \sigma _{ij}=\sum _{k,l=1}^{3}C_{ijkl}\varepsilon _{kl}}.
Darin sind {\displaystyle C_{ijkl}} 81 Koeffizienten mit denen die neun Komponenten {\displaystyle \varepsilon _{ij}} auf neun Komponenten {\displaystyle \sigma _{ij}} abgebildet werden. In der linearen Elastizitätstheorie, in der der symmetrische Spannungstensor {\displaystyle {\boldsymbol {\sigma }}} eine lineare Funktion des ebenfalls symmetrischen Verzerrungstensors {\displaystyle {\boldsymbol {\varepsilon }}} ist, reduziert sich die Anzahl der unabhängigen Tensor-Komponenten auf sechs, so dass nur 36 Koeffizienten unabhängig sind (wegen {\displaystyle C_{ijkl}=C_{jikl}=C_{ijlk}}). Die Hyperelastizität bewirkt die zusätzliche Symmetrie {\displaystyle C_{ijkl}=C_{klij}}, sodass nur maximal 21 Koeffizienten ausreichen, um das Material zu beschreiben.
Der Zusammenhang zwischen Spannungen und Verzerrungen kann in Voigt’scher Notation auch als Matrizengleichung geschrieben werden. In einem tetragonal anisotropen, linear elastischen Material existiert eine Orthonormalbasis, die #Strukturvektoren ê1,2,3, in der die Spannungs-Dehnungs-Beziehung die Form:391

{\displaystyle {\begin{bmatrix}\sigma _{1}\\\sigma _{2}\\\sigma _{3}\\\sigma _{4}\\\sigma _{5}\\\sigma _{6}\\\end{bmatrix}}={\begin{bmatrix}C_{11}&C_{12}&C_{13}&0&0&C_{16}\\C_{12}&C_{11}&C_{13}&0&0&-C_{16}\\C_{13}&C_{13}&C_{33}&0&0&0\\0&0&0&C_{44}&0&0\\0&0&0&0&C_{44}&0\\C_{16}&-C_{16}&0&0&0&C_{66}\end{bmatrix}}{\begin{bmatrix}\varepsilon _{1}\\\varepsilon _{2}\\\varepsilon _{3}\\2\varepsilon _{4}\\2\varepsilon _{5}\\2\varepsilon _{6}\\\end{bmatrix}}}.
annimmt. Hier wurde mittels der Zuordnung 11→1, 22→2, 33→3, 23→4, 13→5 und 12→6 die Anzahl der Indizes halbiert. Die Steifigkeitsmatrix C mit den sieben unabhängigen Komponenten Cij repräsentiert den Elastizitätstensor des Materials. Bei vierzähliger Drehinversionsachse (in gR2) entfällt der Parameter C16, sodass nur sechs Koeffizienten ausreichen, das Material zu beschreiben.
Da die Inverse der Steifigkeitsmatrix, die sogenannte Nachgiebigkeitsmatrix, an denselben Stellen besetzt ist wie die Steifigkeitsmatrix, ist ersichtlich, dass reiner Zug in 1-Richtung mit σ1 ≠ 0, σi = 0 sonst, wie bei isotropen Materialien auch, Normaldehnungen in den anderen Raumrichtungen hervorruft. Zusätzlich bewirkt hier der reine Zug in 1-Richtung eine Schubverzerrung in der 12-Ebene, was die tetragonale Anisotropie von der Orthotropie und ihren Spezialfällen unterscheidet.
Wenn die vierte und sechste Zeile und Spalte vertauscht werden,:390 kann die Steifigkeitsmatrix in eine 4×4- und eine 2×2-Diagonaluntermatrix aufgeteilt werden, was bei der Berechnung der Determinante, der Nachgiebigkeitsmatrix und der Eigenwerte:637 hilfreich ist.

### Materialparameter
Die Koeffizienten Cij der Steifigkeitsmatrix haben die Dimension von Kraft pro Fläche und sind Parameter des Materials. Die Materialparameter können nicht beliebig gewählt werden, sondern müssen gewissen Stabilitätskriterien genügen. Diese folgen aus der Forderung, dass die Steifigkeits- und Nachgiebigkeitsmatrizen positiv definit sein müssen, was der Fall ist, wenn sämtliche ihrer sechs Eigenwerte positiv sind. Notwendig dafür ist:
- Alle Diagonalelemente der Steifigkeits- und Nachgiebigkeitsmatrix müssen positiv sein (damit sich das Material in Zugrichtung streckt, wenn man daran zieht, und nicht staucht) und
- die Determinante der Steifigkeits- und Nachgiebigkeitsmatrix muss positiv sein (damit es unter Druck komprimiert und nicht expandiert).

Werden an einem realen Werkstoff Materialparameter identifiziert, die diesen Stabilitätskriterien widersprechen, ist Vorsicht geboten. Die notwendigen und hinreichenden Stabilitätskriterien lauten, ausgedrückt mit den Koeffizienten der Nachgiebigkeitsmatrix:
| S122 <S112                                            | S132 <S11S33                       | S162 <S11S66                  | 0 <S33S66                     |
| (S11-S12) [(S11+S12)S33-2 S132]>0                     | (S11-S12) [(S11+S12)S33-2 S132]>0  | 0 <442                        | 0 <442                        |
| (S11+S12) [(S11-S12) S66-2 S162]>0                    | (S11+S12) [(S11-S12) S66-2 S162]>0 | (S11 S33-S132) S66-S162 S33>0 | (S11 S33-S132) S66-S162 S33>0 |
| S66(S11-S12)[(S11+S12)S33-2S132]-2S162(S33S12-S132)>0 |                                    |                               |                               |

Siehe Monokline Anisotropie#Materialparameter mit S23=S13, S22=S11, S55=S44, S26=-S16, S36=S45=0.:644

### Hydrostatischer Spannungszustand und Kompressibilität
Der hydrostatische Spannungszustand stellt sich in einem allseitigem Druck ausgesetzten Körper ein. Wegen des auf der Erdoberfläche allgegenwärtigen Luftdrucks, ist dieser Zustand dort überall präsent. Wenn ein Körper aus kompressiblem isotropem Material zusammengedrückt wird, dann schrumpft er in allen Raumrichtungen gleichermaßen. Ein kompressibles tetragonal anisotropes Material schrumpft in jeder Raumrichtung unterschiedlich, wird dabei aber, anders als bei monokliner Anisotropie, nicht geschert.
Das ist am einfachsten mit der Nachgiebigkeitsmatrix S nachzuweisen, die an denselben Stellen von null verschiedene Einträge Sij aufweist wie die Steifigkeitsmatrix:
{\displaystyle {\begin{bmatrix}\varepsilon _{1}\\\varepsilon _{2}\\\varepsilon _{3}\\2\varepsilon _{4}\\2\varepsilon _{5}\\2\varepsilon _{6}\\\end{bmatrix}}={\begin{bmatrix}S_{11}&S_{12}&S_{13}&0&0&S_{16}\\S_{12}&S_{11}&S_{13}&0&0&-S_{16}\\S_{13}&S_{13}&S_{33}&0&0&0\\0&0&0&S_{44}&0&0\\0&0&0&0&S_{44}&0\\S_{16}&-S_{16}&0&0&0&S_{66}\end{bmatrix}}{\begin{bmatrix}-p\\-p\\-p\\0\\0\\0\end{bmatrix}}=-p{\begin{bmatrix}S_{11}+S_{12}+S_{13}\\S_{12}+S_{11}+S_{13}\\S_{13}+S_{13}+S_{33}\\0\\0\\0\end{bmatrix}}}
Darin ist p der Druck. Beim tetragonal anisotropen linear elastischen Werkstoff kommt es bei allseitigem Druck zu keiner Scherung. Die Kompression wird von den oberen drei Einträgen im rechten Vektor repräsentiert und wenn die Summe gemäß
{\displaystyle 2(S_{11}+S_{12}+2S_{13})+S_{33}=0}
verschwindet, dann ist das Material in erster Näherung inkompressibel, siehe Deviator. Ist die Summe nicht null, dann ergibt sich der Kompressionsmodul K aus dem Kehrwert:
{\displaystyle {\begin{aligned}&\varepsilon _{1}+\varepsilon _{2}+\varepsilon _{3}=\varepsilon _{\mathrm {v} }={\frac {\mathrm {v} -V}{V}}=-p\cdot [2(S_{11}+S_{12}+2S_{13})+S_{33}]\\&\rightarrow K:=-{\frac {\mathrm {d} p}{\frac {\mathrm {d} \mathrm {v} }{V}}}={\frac {1}{2(S_{11}+S_{12}+2S_{13})+S_{33}}}\end{aligned}}}
Darin ist V das Volumen bei p=0 und v dasjenige beim aktuellen Druck.

### Herleitung
In der Hyperelastizität ergeben sich die Spannungen aus der Ableitung der Formänderungsenergie nach den Dehnungen. Damit die Spannungen linear in den Dehnungen sind, muss demnach die Formänderungsenergie quadratisch in den Dehnungen sein, denn nur dann ist ihre Ableitung linear. Unter Verwendung der #Invarianten kann der Ansatz:391
{\displaystyle {\begin{aligned}w({\boldsymbol {\varepsilon }}):=&{\frac {a}{2}}(\varepsilon _{11}+\varepsilon _{22})^{2}+{\frac {b}{2}}\varepsilon _{33}^{2}+d(\varepsilon _{11}+\varepsilon _{22})\varepsilon _{33}+2e(\varepsilon _{13}^{2}+\varepsilon _{23}^{2})\\&+(c-a)\varepsilon _{11}\varepsilon _{22}+2f\varepsilon _{12}^{2}+2g\varepsilon _{12}(\varepsilon _{11}-\varepsilon _{22})\end{aligned}}}
mit 7 Parametern a bis g gemacht werden. Bei vierzähliger Drehinversionsachse ist g=0. Nicht-linear hyperelastisches Verhalten kann modelliert werden, indem die Parameter a bis g durch Funktionen der Invarianten ersetzt werden und/oder die Invarianten höherer Ordnung berücksichtigt werden, siehe Hyperelastizität#Orthotrope Hyperelastizität.:380
Um die Formänderungsenergie nach ε ableiten zu können, müssen die Komponenten εij als Funktion des Tensors ε ausgedrückt werden. Dies gelingt mit der Darstellung des Frobenius-Skalarprodukts „:“ als Spur:
{\displaystyle \mathbf {A} :\mathbf {B} :=\mathrm {Spur} (\mathbf {A^{\top }\cdot B} )}
Darin bedeutet „·“ das Matrizenprodukt und das hochgestellte ⊤ eine Transponierung. Mit der Abkürzung {\displaystyle \mathbf {K} _{ij}={\tfrac {1}{2}}({\hat {e}}_{i}\otimes {\hat {e}}_{j}+{\hat {e}}_{j}\otimes {\hat {e}}_{i})} für die symmetrisierten dyadischen Produkte ⊗ der #Strukturvektoren ê1,2,3 ist dann
{\displaystyle \mathbf {K} _{ij}:{\boldsymbol {\varepsilon }}={\frac {1}{2}}(\varepsilon _{ij}+\varepsilon _{ji})=\varepsilon _{ij}\quad \rightarrow \quad {\frac {\mathrm {d} \varepsilon _{ij}}{\mathrm {d} {\boldsymbol {\varepsilon }}}}=\mathbf {K} _{ij}}
Aus dem Ansatz der Formänderungsenergie berechnen sich die Spannungen zu
{\displaystyle {\begin{aligned}{\boldsymbol {\sigma }}={\frac {\mathrm {d} w}{\mathrm {d} {\boldsymbol {\varepsilon }}}}=&a(\varepsilon _{11}+\varepsilon _{22})(\mathbf {K} _{11}+\mathbf {K} _{22})+b\varepsilon _{33}\mathbf {K} _{33}+d[\varepsilon _{33}(\mathbf {K} _{11}+\mathbf {K} _{22})+(\varepsilon _{11}+\varepsilon _{22})\mathbf {K} _{33}]\\&+4e(\varepsilon _{13}\mathbf {K} _{13}+\varepsilon _{23}\mathbf {K} _{23})+(c-a)(\varepsilon _{22}\mathbf {K} _{11}+\varepsilon _{11}\mathbf {K} _{22})+4f\varepsilon _{12}\mathbf {K} _{12}\\&+2g[(\varepsilon _{11}-\varepsilon _{22})\mathbf {K} _{12}+\varepsilon _{12}(\mathbf {K} _{11}-\mathbf {K} _{22})]\end{aligned}}}
oder in Voigt-Notation im ê1,2,3-System
{\displaystyle {\begin{bmatrix}\sigma _{11}\\\sigma _{22}\\\sigma _{33}\\\sigma _{23}\\\sigma _{13}\\\sigma _{12}\end{bmatrix}}={\begin{bmatrix}a\varepsilon _{11}+c\varepsilon _{22}+d\varepsilon _{33}+2g\varepsilon _{12}\\c\varepsilon _{11}+a\varepsilon _{22}+d\varepsilon _{33}-2g\varepsilon _{12}\\d(\varepsilon _{11}+\varepsilon _{22})+b\varepsilon _{33}\\2e\varepsilon _{23}\\2e\varepsilon _{13}\\g(\varepsilon _{11}-\varepsilon _{22})+2f\varepsilon _{12}\end{bmatrix}}={\begin{bmatrix}a&c&d&0&0&g\\c&a&d&0&0&-g\\d&d&b&0&0&0\\0&0&0&e&0&0\\0&0&0&0&e&0\\g&-g&0&0&0&f\end{bmatrix}}{\begin{bmatrix}\varepsilon _{11}\\\varepsilon _{22}\\\varepsilon _{33}\\2\varepsilon _{23}\\2\varepsilon _{13}\\2\varepsilon _{12}\end{bmatrix}}}
Die Parameter lassen sich den Einträgen in der #Steifigkeitsmatrix direkt zuordnen. Ableitung der Spannungen nach den Dehnungen liefert den konstanten und symmetrischen Elastizitätstensor 4. Stufe:
{\displaystyle {\begin{aligned}\mathbb {C} :={\frac {\mathrm {d} {\boldsymbol {\sigma }}}{\mathrm {d} {\boldsymbol {\varepsilon }}}}=&a(\mathbf {K} _{11}+\mathbf {K} _{22})\otimes (\mathbf {K} _{11}+\mathbf {K} _{22})+b\mathbf {K} _{33}\otimes \mathbf {K} _{33}\\&+d[\mathbf {K} _{33}\otimes (\mathbf {K} _{11}+\mathbf {K} _{22})+(\mathbf {K} _{11}+\mathbf {K} _{22})\otimes \mathbf {K} _{33}]\\&+4e(\mathbf {K} _{13}\otimes \mathbf {K} _{13}+\mathbf {K} _{23}\otimes \mathbf {K} _{23})+(c-a)(\mathbf {K} _{22}\otimes \mathbf {K} _{11}+\mathbf {K} _{11}\otimes \mathbf {K} _{22})\\&+4f\mathbf {K} _{12}\otimes \mathbf {K} _{12}+2g[(\mathbf {K} _{11}-\mathbf {K} _{22})\otimes \mathbf {K} _{12}+\mathbf {K} _{12}\otimes (\mathbf {K} _{11}-\mathbf {K} _{22})]\end{aligned}}}
Die Voigt-Notation der Strukturvariablen Kij mit i≠j besitzen den Eintrag ½ an einer Stelle und sonst nur nullen. Mit den Definitionen Vi=Kii für i=1,2,3 und V4=2K23, V5=2K13 sowie V6=2K12, deren Koeffizienten nur Nullen und Einsen sind, entsteht eine Darstellung des Elastizitätstensors, an der seine Voigt-Notation direkt ablesbar ist:
{\displaystyle {\begin{aligned}\mathbb {C} =&(&a\mathbf {V} _{1}&+c\mathbf {V} _{2}&+d\mathbf {V} _{3}&&&+g\mathbf {V} _{6}&)\otimes \mathbf {V} _{1}\\&+(&c\mathbf {V} _{1}&+a\mathbf {V} _{2}&+d\mathbf {V} _{3}&&&-g\mathbf {V} _{6}&)\otimes \mathbf {V} _{2}\\&+(&d\mathbf {V} _{1}&+d\mathbf {V} _{2}&+b\mathbf {V} _{3}&&&&)\otimes \mathbf {V} _{3}\\&+(&&&&e\mathbf {V} _{4}&&&)\otimes \mathbf {V} _{4}\\&+(&&&&&e\mathbf {V} _{5}&&)\otimes \mathbf {V} _{5}\\&+(&g\mathbf {V} _{1}&-g\mathbf {V} _{2}&&&&+f\mathbf {V} _{6}&)\otimes \mathbf {V} _{6}\end{aligned}}}

### Gründe für die Besetztheit der Steifigkeitsmatrix
In diesem Abschnitt wird die Frage geklärt, warum die Steifigkeitsmatrix nur an den gegebenen Stellen besetzt ist. In der Steifigkeitsmatrix können 21 unabhängige Materialkonstanten auftreten; im Fall der tetragonalen Anisotropie sind es sieben bzw. sechs. Warum das so ist, wird nachfolgend dargestellt.
Das maßgebliche Element der #Symmetriegruppen ist die 90-Grad-Drehung um die 3-Achse. Der entsprechende orthogonale Tensor
{\displaystyle \mathbf {Q} _{3}^{\frac {\pi }{2}}={\begin{pmatrix}0&-1\\1&0&\\&&1\end{pmatrix}}}
kann im 123-System mit einer Drehmatrix identifiziert werden. Bei tetragonaler Anisotropie gilt:
{\displaystyle w({\boldsymbol {\varepsilon }})=w(\mathbf {Q} _{3}^{\frac {\pi }{2}}\cdot {\boldsymbol {\varepsilon }}\cdot \mathbf {Q} _{3}^{{\frac {\pi }{2}}\top })}
Die Transformation kann in Voigt’scher Notation mit einer Matrix R ausgeführt werden:
{\displaystyle [{\boldsymbol {\varepsilon }}']:=[\mathbf {Q} _{3}^{\frac {\pi }{2}}\cdot {\boldsymbol {\varepsilon }}\cdot \mathbf {Q} _{3}^{{\frac {\pi }{2}}\top }]=R[{\boldsymbol {\varepsilon }}],\quad [{\boldsymbol {\varepsilon }}]={\begin{bmatrix}\varepsilon _{11}\\\varepsilon _{22}\\\varepsilon _{33}\\2\varepsilon _{23}\\2\varepsilon _{13}\\2\varepsilon _{12}\end{bmatrix}},\quad [{\boldsymbol {\varepsilon }}']={\begin{bmatrix}\varepsilon _{22}\\\varepsilon _{11}\\\varepsilon _{33}\\2\varepsilon _{13}\\-2\varepsilon _{23}\\-2\varepsilon _{12}\end{bmatrix}}}
mit
{\displaystyle {\begin{aligned}R=&{\begin{bmatrix}Q_{11}^{2}&Q_{12}^{2}&Q_{13}^{2}&{\frac {1}{2}}q_{1213}&{\frac {1}{2}}q_{1113}&{\frac {1}{2}}q_{1112}\\Q_{21}^{2}&Q_{22}^{2}&Q_{23}^{2}&{\frac {1}{2}}q_{2223}&{\frac {1}{2}}q_{2123}&{\frac {1}{2}}q_{2122}\\Q_{31}^{2}&Q_{32}^{2}&Q_{33}^{2}&{\frac {1}{2}}q_{3233}&{\frac {1}{2}}q_{3133}&{\frac {1}{2}}q_{3132}\\q_{2131}&q_{2232}&q_{2333}&q_{2233}&q_{2133}&q_{2132}\\q_{1131}&q_{1232}&q_{1333}&q_{1233}&q_{1133}&q_{1132}\\q_{1121}&q_{1222}&q_{1323}&q_{1223}&q_{1123}&q_{1122}\end{bmatrix}}\\=&{\begin{bmatrix}0&1&0&0&0&0\\1&0&0&0&0&0\\0&0&1&0&0&0\\0&0&0&0&1&0\\0&0&0&-1&0&0\\0&0&0&0&0&-1\end{bmatrix}}\end{aligned}}}
und der Abkürzung {\displaystyle q_{ijkl}:=Q_{ij}Q_{kl}+Q_{il}Q_{kj}} mit den Komponenten Qij des Tensors {\displaystyle \mathbf {Q} _{3}^{\frac {\pi }{2}}}. Obige Bedingung an die Formänderungsenergie lautet mit diesen Matrizen
{\displaystyle w({\boldsymbol {\varepsilon }})={\frac {1}{2}}[{\boldsymbol {\varepsilon }}]^{\top }C[{\boldsymbol {\varepsilon }}]=w({\boldsymbol {\varepsilon }}')={\frac {1}{2}}[{\boldsymbol {\varepsilon }}']^{\top }C[{\boldsymbol {\varepsilon }}']={\frac {1}{2}}[{\boldsymbol {\varepsilon }}]^{\top }R^{\top }CR[{\boldsymbol {\varepsilon }}]\quad \rightarrow \quad C':=R^{\top }CR=C}
mit der Steifigkeitsmatrix
{\displaystyle C={\begin{bmatrix}C_{11}&C_{12}&C_{13}&C_{14}&C_{15}&C_{16}\\C_{12}&C_{22}&C_{23}&C_{24}&C_{25}&C_{26}\\C_{13}&C_{23}&C_{33}&C_{34}&C_{35}&C_{36}\\C_{14}&C_{24}&C_{34}&C_{44}&C_{45}&C_{46}\\C_{15}&C_{25}&C_{35}&C_{45}&C_{55}&C_{56}\\C_{16}&C_{26}&C_{36}&C_{46}&C_{56}&C_{66}\end{bmatrix}}}
und ihrer Transformierten
{\displaystyle C'=R^{\top }CR={\begin{bmatrix}C_{22}&C_{12}&C_{23}&-C_{25}&C_{24}&-C_{26}\\C_{12}&C_{11}&C_{13}&-C_{15}&C_{14}&-C_{16}\\C_{23}&C_{13}&C_{33}&-C_{35}&C_{34}&-C_{36}\\-C_{25}&-C_{15}&-C_{35}&C_{55}&-C_{45}&C_{56}\\C_{24}&C_{14}&C_{34}&-C_{45}&C_{44}&-C_{46}\\-C_{26}&-C_{16}&-C_{36}&C_{56}&-C_{46}&C_{66}\end{bmatrix}}}
C=C′ ist komponentenweise zu erfüllen und daher
{\displaystyle {\begin{aligned}&C_{22}=C_{11},\;C_{26}=-C_{16},\;C_{23}=C_{13},\;C_{55}=C_{44},\;C_{36}=C_{45}=0\\&C_{14}=-C_{25}=-C_{14}=0,\;C_{15}=C_{24}=-C_{15}=0\\&C_{34}=-C_{35}=-C_{34}=0,\;C_{46}=C_{56}=-C_{46}=0\end{aligned}}}
mit der Konsequenz
{\displaystyle C=C'={\begin{bmatrix}C_{11}&C_{12}&C_{13}&0&0&C_{16}\\C_{12}&C_{11}&C_{13}&0&0&-C_{16}\\C_{13}&C_{13}&C_{33}&0&0&0\\0&0&0&C_{44}&0&0\\0&0&0&0&C_{44}&0\\C_{16}&-C_{16}&0&0&0&C_{66}\end{bmatrix}}}
In der Variante mit vierzähliger Drehinversionsachse ist
{\displaystyle \mathbf {Q} _{1}^{\pi }={\begin{pmatrix}1\\&-1\\&&1\end{pmatrix}}}
Element der Symmetriegruppe gR2 was analog
{\displaystyle {\begin{bmatrix}C_{11}&C_{12}&C_{13}&C_{14}&C_{15}&C_{16}\\C_{12}&C_{22}&C_{23}&C_{24}&C_{25}&C_{26}\\C_{13}&C_{23}&C_{33}&C_{34}&C_{35}&C_{36}\\C_{14}&C_{24}&C_{34}&C_{44}&C_{45}&C_{46}\\C_{15}&C_{25}&C_{35}&C_{45}&C_{55}&C_{56}\\C_{16}&C_{26}&C_{36}&C_{46}&C_{56}&C_{66}\end{bmatrix}}={\begin{bmatrix}C_{11}&C_{12}&C_{13}&-C_{14}&C_{15}&-C_{16}\\C_{12}&C_{22}&C_{23}&-C_{24}&C_{25}&-C_{26}\\C_{13}&C_{23}&C_{33}&-C_{34}&C_{35}&-C_{36}\\-C_{14}&-C_{24}&-C_{34}&C_{44}&-C_{45}&C_{46}\\C_{15}&C_{25}&C_{35}&-C_{45}&C_{55}&-C_{56}\\-C_{16}&-C_{26}&-C_{36}&C_{46}&-C_{56}&C_{66}]\end{bmatrix}}}
nach sich zieht und zusätzlich C16=0 erfordert.